# Waihopai River (Southland)
Der Waihopai River ist ein Fluss in der Region Southland auf der Südinsel von Neuseeland.

## Geographie
Der Waihopai River entspringt an der Down Road South, rund 5,3 km nordwestlich von Edendale. Der wegen der Landwirtschaft auf großen Abschnitten begradigte Fluss fließt in westsüdwestlicher Richtung durch die kleinen Dörfer Woodlands und Kennington, kreuzt auf seinem Weg zwei Mal den New Zealand State Highway 1 und fließt von Kennington in westlicher Richtung zum nördlichen Stadtteil von Invercargill, wo der Fluss in einem 90 Grad Winkel nach Süden abknickt. Südwestlich des Stadtzentrums der Stadt mündet der Fluss dann nach insgesamt rund 42,5 Flusskilometer in das New River Estuary.
Bei Ebbe kann in dem New River Estuary weitere 5,3 km des Flussbetts erkannt werden, das bei Flut mit dem angrenzenden Gebiet des Ästuar durch Wasser bedeckt eins wird.
Der Fluss gehört zusammen mit dem Waikiwi Stream zur Waihopai Groundwater Management Zone (GMZ), die eine Größe von ungefähr 420 km² hat und ein Teil der Southland Plains darstellt.